# Abida occidentalis
Abida occidentalis е вид коремоного от семейство Chondrinidae.

## Разпространение
Видът е разпространен в Андора, Испания и Франция.